# Rhodacaroides minyaspis
Rhodacaroides minyaspis är en spindeldjursart som beskrevs av Lee 1973. Rhodacaroides minyaspis ingår i släktet Rhodacaroides och familjen Ologamasidae. Inga underarter finns listade i Catalogue of Life.